# Torneo Nacional Interprovincial 2013
El Torneo Nacional Interprovincial 2013 fue un torneo de fútbol boliviano organizado por la Asociación Nacional de Fútbol de Bolivia con representantes de las provincias de los departamentos de Bolivia, el torneo se desarrollará en las sedes de, entre el 2 de agosto y el 10 de agosto de 2013. El ganador del torneo clasificará al Nacional B 2013/14 y el subcampeón clasificará a la Copa Bolivia 2013.

## Formato
En este torneo solamente pueden participar clubes, equipos o selecciones de fútbol de las Provincias de Bolivia que no estén afiliados a sus respectivas Asociaciones Departamentales, y a sí mismo, sus jugadores no deben estar inscritos en dichas Asociaciones por el lapso anterior de 1 año, esto con el fin de promocionar jugadores de las provincias de Bolivia.

## Datos de los equipos
| Equipo                  | Municipio    | Provincia      | Departamento |
| ----------------------- | ------------ | -------------- | ------------ |
| Atlético América        | Villazón     | Modesto Omiste | Potosí       |
| Abaroa                  | Camargo      | Nor Cinti      | Chuquisaca   |
| Azanaque                | Challapata   | Abaroa         | Oruro        |
| Municipalidad Porvenir  | Porvenir     | Nicolás Suárez | Pando        |
| Normal de Portachuelo   | Portachuelo  | Sara           | Santa Cruz   |
| Palmeiras               | Pucarani     | Los Andes      | La Paz       |
| San Joaquín             | Guayaramerín | Vaca Díez      | Beni         |
| Santa Rosa La Ventolera | Uriondo      | Avilés         | Tarija       |
| Universitario           | Bermejo      | Arce           | Tarija       |

## Fase de grupos

### Serie A
| Pos | Equipo                    | Pts | PJ | G | E | P | GF | GC | Dif |
| --- | ------------------------- | --- | -- | - | - | - | -- | -- | --- |
| 1º  | Normal de Portachuelo     | 9   | 3  | 3 | 0 | 0 | 11 | 3  | 8   |
| 2º  | Municipalidad de Porvenir | 4   | 3  | 1 | 1 | 1 | 11 | 6  | 5   |
| 3º  | Santa Rosa                | 4   | 3  | 1 | 1 | 1 | 2  | 5  | -3  |
| 4º  | América                   | 3   | 3  | 0 | 0 | 3 | 1  | 12 | -11 |

### Serie B
| Pos | Equipo                   | Pts | PJ | G | E | P | GF | GC | Dif |
| --- | ------------------------ | --- | -- | - | - | - | -- | -- | --- |
| 1º  | Universitario de Bermejo | 12  | 4  | 4 | 0 | 0 | 11 | 1  | 10  |
| 2º  | San Joaquín              | 9   | 4  | 3 | 0 | 1 | 10 | 3  | 7   |
| 3º  | Azanaque                 | 7   | 4  | 2 | 0 | 2 | 7  | 6  | 1   |
| 4º  | Palmeiras                | 3   | 4  | 1 | 0 | 3 | 3  | 10 | -7  |
| 5º  | Abaroa                   | 1   | 4  | 0 | 0 | 4 | 2  | 13 | -11 |

## Fase Final
|  | Semifinales               | Semifinales               |   |                       | Final                    | Final                |  |
|  | 8 de agosto de 2012       | 8 de agosto de 2012       |   |                       | 10 de agosto de 2012     | 10 de agosto de 2012 |  |
|  |                           |                           |   |                       |                          |                      |  |
|  |                           |                           |   |                       |                          |                      |  |
|  | Normal de Portachuelo     | 0                         |   |                       |                          |                      |  |
|  | San Joaquín               | 1                         |   |                       |                          |                      |  |
|  |                           |                           |   |                       |                          |                      |  |
|  |                           |                           |   |                       |                          |                      |  |
|  |                           |                           |   |                       | San Joaquín              | 0                    |  |
|  |                           | Municipalidad de Porvenir | 2 |                       |                          |                      |  |
|  |                           |                           |   |                       |                          |                      |  |
|  |                           |                           |   |                       |                          |                      |  |
|  |                           |                           |   |                       | Tercer lugar             |                      |  |
|  |                           |                           |   |                       |                          |                      |  |
|  | Universitario             |                           |   | Normal de Portachuelo | 7                        |                      |  |
|  | Municipalidad de Porvenir |                           |   |                       | Universitario de Bermejo | 2                    |  |

| Campeón Municipalidad de Porvenir |